# Olivier Messiaen
Olivier Eugène Prosper Charles Messiaen (sinh ngày mùng 10 tháng 12 năm 1908 tại Avignon, mất năm 1992 tại Clichy, Haust-de-Seine) là nhà soạn nhạc, nghệ sĩ đàn organ, nhà sư phạm người Pháp. Ông là nhà soạn nhạc thuộc thời kỳ Hiện đại.

## Cuộc đời và sự nghiệp
Olivier Messiaen Học nhạc tại Nhạc viện Paris trong khoảng thời gian từ năm 1919-1930. Ông học lớp sáng tác của các thầy Dukas, Caussade. Thời trẻ, Messiaen nghiên cứu những tiết nhịp âm nhạc Ấn Độ, Hy Lạp và nhạc dân gian. Ông cũng ghi tiếng hót của tất cả các loài chim ở Pháp, sắp xếp theo từng vùng miền. Nhờ đó, ông có thể trích dẫn tiếng hót của chúng để đưa vào các tác phẩm của mình. Từ năm 1931, ông là nghệ sĩ đàn organ của Nhà thờ La Trinité, Paris trong hơn 40 năm ròng. Trong thời gian chiến tranh, ông bị phát xít Đức bắt giam 2 năm, sau đó về làm giáo viên tại Nhạc viện Paris (ông dạy các môn hòa thanh, phân tích tác phẩm từ năm 1947, môn sáng tác từ năm 1966). Ông có nhiều học trò xuất sắc như Boulez, Stockhausen, Barraqué, Xenakis, Amy, Sherlaw Johnson và Goehr. Ông có hai đời vợ, đặc biệt người vợ thứ hai đã có những ảnh hưởng tới các sáng tác của Messiaen. Bà là Yvonne Loriod, nữ nghệ sĩ đàn piano.

## Phong cách sáng tác
Olivier Messiaen là một trong những người có ảnh hưởng lớn tới âm nhạc thế kỷ XX, là người đem đến cho âm nhạc đàn organ mộ tầm vóc mới. Trong âm nhạc của mình, Messiaen sử dụng hiệu quả những tiếng vang và những tương phản âm sắc. Đặc biệt hơn, Messiaen còn sử dụng tiếng chim hót cho tác phẩm của mình. Còn về cách xử lý tiết tấu, ông xử lý theo cách hoàn toàn mới, đưa vào loại nhịp có nguồn gốc từ âm nhạc cổ đại Hy Lạp.

## Các tác phẩm
Olivier Messiaen đã sáng tác các tác phẩm cho dàn nhạc, có Nấm mồ chói lợi (1932), giao hưởng Turanglila (1946-1948), Chronochromie (1960); ba bản âm nhạc tế lễ cho 18 giọng nữ, dàn nhạc và sóng âm điện tử Martenot (1945); những hòa tấu thính phòng gồm Tứ tấu cho ngày tận thế cho violin, clarinet, cello, piano, Những âm sắc kéo dài, nhạc cụ thể (1952); nhạc cho organ, cho piano.